# Asplenium erosum
Asplenium erosum är en svartbräkenväxtart som beskrevs av Carolus Linnaeus. Asplenium erosum ingår i släktet Asplenium och familjen Aspleniaceae. Utöver nominatformen finns också underarten A. e. duale.

## Bildgalleri

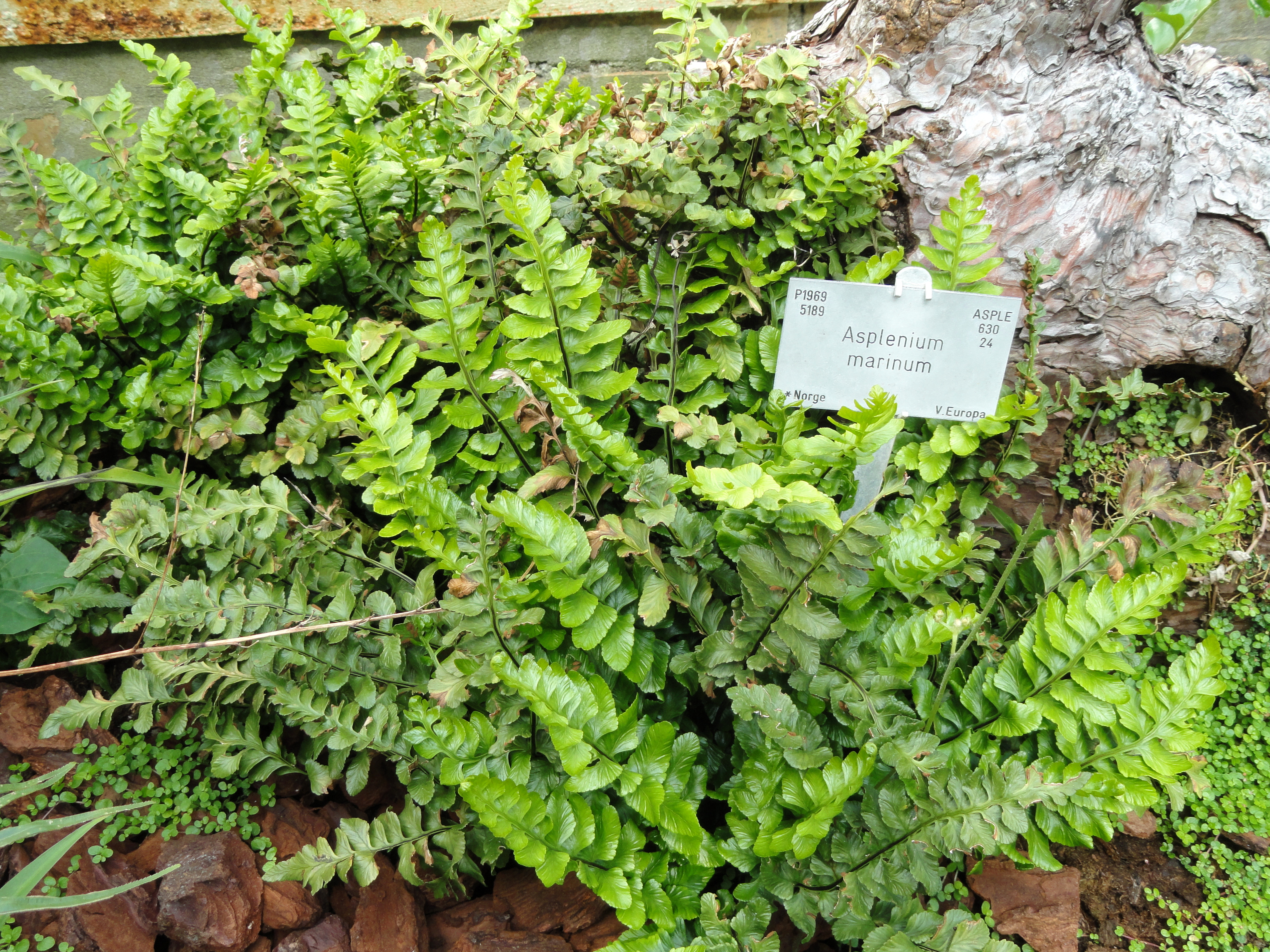